# Spring Batch
A Spring Batch egy nyílt forráskódú batch feldolgozó keretrendszer. Ez egy pehelysúlyú kiegészítő megoldás, melyet arra terveztek hogy lehetővé tegye a robusztus batch alkalmazások fejlesztését, melyek gyakran fellelhetők modern nagyvállalati rendszerekben. Spring Batch Spring keretrendszer POJO-alapú fejlesztési megközelítésre épül.
A Spring Batch újrafelhasználható funkciókat biztosít, melyek alapvetők nagyszámú rekord feldolgozása esetén, ideértve a naplózást/hibakeresést, tranzakciókezelést, folyamat feldolgozási statisztikákat, a folyamat újraindítást, erőforrás kezelést. Továbbá számos professzionális technikai szolgáltatást és funkciót nyújt, melyek lehetővé teszik a szélsőségesen nagy mennyiségű és nagy teljesítményű batch feleadatok írását az optimalizáción és partíciónáláson keresztül.
Egyszerű és összetett, nagy mennyiségű batch feladatok elvégzésére egyaránt alkalmas a keretrendszer. Mindezt erősen skálázható módon hajtja végre, így képes jelentős mennyiségű információt feldolgozni.
A Spring Batch része a Spring portfóliónak.

## Verziótörténet
- v2.2.1, kiadva: 2013-07-26
- v2.1.9, kiadva: 2012-08-22
- v2.1.8, kiadva: 2011-06-02
- v2.1.0, kiadva: 2010-02-04
- v2.0.3, kiadva: 2009-08-22
- v1.1.4, kiadva: 2009-01-30

## Fordítás
Ez a szócikk részben vagy egészben  a   Spring Batch című angol Wikipédia-szócikk ezen változatának fordításán alapul.  Az eredeti cikk szerkesztőit annak laptörténete sorolja fel. Ez a jelzés csupán a megfogalmazás eredetét és a szerzői jogokat jelzi, nem szolgál a cikkben szereplő információk forrásmegjelöléseként.